# Liste der Biografien/Tuu
Liste der Biografien |
Portal Biografien |
Personensuche
# |
A |
B |
C |
D |
E |
F |
G |
H |
I |
J |
K |
L |
M |
N |
O |
P |
Q |
R |
S |
T |
U |
V |
W |
X |
Y |
Z |
?
 
Ta |
Tc |
Te |
Tf |
Tg |
Th |
Ti |
Tj |
Tk |
Tl |
Tm |
To |
Tq |
Tr |
Ts |
Tu |
Tv |
Tw |
Tx |
Ty |
Tz
 
Tua |
Tub |
Tuc |
Tud |
Tue |
Tuf |
Tug |
Tuh |
Tui |
Tuj |
Tuk |
Tul |
Tum |
Tun |
Tuo |
Tup |
Tuq |
Tur |
Tus |
Tut |
Tuu |
Tuv |
Tuw |
Tux |
Tuy |
Tuz
Die Liste der Biografien führt alle Personen auf, die in der deutschsprachigen Wikipedia einen Artikel haben. Dieses ist eine Teilliste mit 14 Einträgen von Personen, deren Namen mit den Buchstaben „Tuu“ beginnt.

## Tuu

### Tuuk
- Tuuk, Herman Neubronner van der (1824–1894), Sprachwissenschaftler
- Tuukkanen, Kalervo (1909–1979), finnischer Komponist

### Tuul
- Tuuli (* 1999), finnische Popsängerin
- Tuulik, Jüri (1940–2014), estnischer Schriftsteller
- Tuulik, Ülo (* 1940), estnischer Schriftsteller
- Tuuliki, Angala (* 1999), namibische Leichtathletin
- Tuulos, Vilho (1895–1967), finnischer Dreispringer und Olympiasieger
- Tuulse, Liidia (1912–2012), estnische Lyrikerin

### Tuun
- Tuunanen, Jutta (* 1984), finnische Squashspielerin

### Tuur
- Tüür, Erkki-Sven (* 1959), estnischer KomponistErkki-Sven Tüür (* 1959)

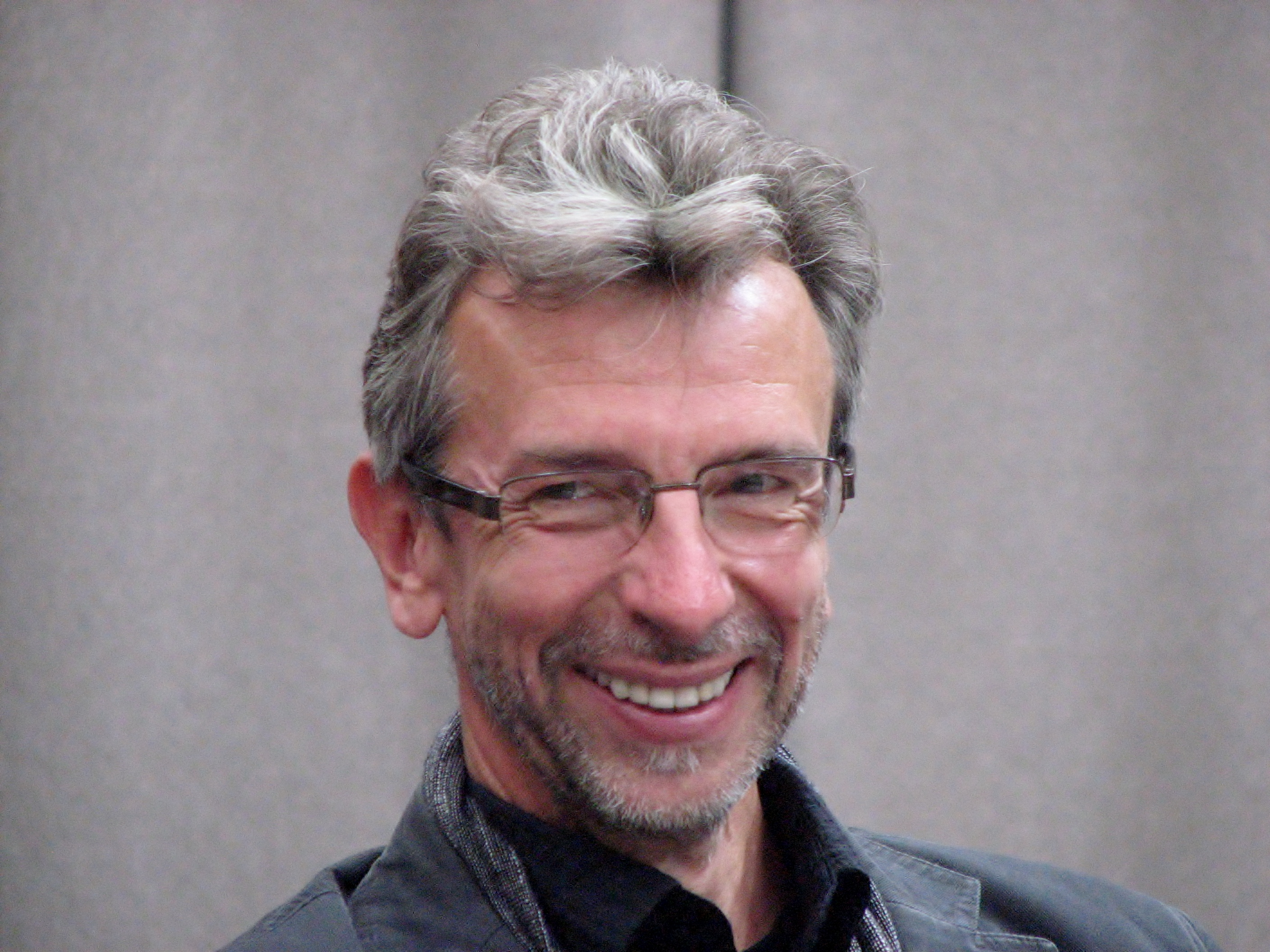
Erkki-Sven Tüür (* 1959)

- Tuur, Regilio (* 1967), niederländischer Boxer Superfeder- und Leichtgewicht
- Tuuri, Antti (* 1944), finnischer Schriftsteller
- Tuuri, Heta (* 1995), finnische Hochspringerin

### Tuut
- Tu'utafaiva, ʻAta Maama (* 1997), tongaische Leichtathletin